# Porphyrinia gratiosa
Porphyrinia gratiosa là một loài bướm đêm trong họ Noctuidae.